# Vasile Lăzărescu
Vasile Lăzărescu (n. 1 ianuarie 1894 Jadani, astăzi Cornești, județul Timiș – d. 21 februarie 1969, Mănăstirea Cernica) a fost un mitropolit român.
A urmat școala elementară în localitatea natală, liceul în Timișoara și Facultatea de Teologie din Cernăuți unde a obținut doctoratul în 1919. A urmat studii de Pedagogie și Filozofie la Universitățile din Budapesta, Viena și Cernăuți.

## Cariera
A urmat școala elementară în localitatea natală, apoi liceul în Timișoara. A mers apoi la Cernăuți (care făcea parte în acele timpuri, ca și Timișoara, din Imperiul Austro-Ungar), unde a urmat cursurile Facultății de Teologie, obținând doctoratul în anul 1919. A mai urmat studii de pedagogie și filozofie la Universitățile din Budapesta, Viena și Cernăuți.
Vasile Lăzărescu a fost ales profesor de dogmatică, apologetică și morală la Institutul Teologic „Andreian” din Sibiu (1920-1924), Academia Teologică din Oradea (1924-1933) și redactor al foii eparhiale „Legea românească" (1925-1931).
A intrat în cler ca preot celibatar, apoi s-a călugărit în 1928.
La 21 octombrie 1933 a fost ales episcop al Caransebeșului, iar la 12 iunie 1940 episcop al Timișoarei, din 1947 devenind mitropolit al Banatului și arhiepiscop al Timișoarei.

## Distincții
- Ordinul „Meritul Cultural”, în gradul de Cavaler clasa I, pentru biserică (1 februarie 1943)[2]
- Ordinul „Steaua Republicii Populare Romîne” clasa a II-a (21 august 1954) „pentru merite deosebite pe tărîmul construcției de stat, economice, sociale și culturale, cu ocazia celei de a zecea aniversări a eliberării patriei noastre”[3]

## Scrieri
A avut contribuții scriitoricești remarcabile în ceea ce privește doctrina ortodoxă și cea catolică:
- Cultul inimii lui Iisus la romano-catolici
- În ce ne deosebim (semnată Bisericanul Ortodox)
- Creștinismul și cultele oculte
- Omileticele „Pârga darului”, „Cuvântări", „Praznic luminat”, „Gânduri de sărbători”.

## Ultimii ani
Închis de autoritățile comuniste la Mănăstirea Cernica, Vasile Lăzărescu și-a găsit sfârșitul la 21 februarie 1969, în condiții încă neelucidate. S-ar impune scrierea pe viitor a unei monografii-album despre personalitatea sa, inițiată eventual de instanțele eclesiastice românești.

## Legături externe
- Mitropolitul Vasile Lăzărescu al Banatului: (1894-1969), Petrică Zamela, Editura Universității din Oradea, 2011 - recenzie Arhivat în 25 octombrie 2013, la Wayback Machine.